# Rudolf Gnägi
Rudolf Gnägi (Schwadernau, cantón de Berna, Suiza, 3 de agosto de 1917-Spiegel bei Bern, cantón de Berna, 20 de abril de 1985) fue un político suizo, consejero federal de 1966 a 1979 y miembro de la Unión Democrática de Centro (UDC/SVP).

## Estudios y carrera
Hizo sus estudios de secundaria en la ciudad de Biel-Bienne, luego se matriculo en la Universidad de Berna, donbde estudió derecho. Recibe su diploma de abogado en 1943 y hace prácticas en las cárceles durante dos años. 
En 1946 se convierte en secretario de las secciones nacional y bernesa del Partido de los Agricultores, Comerciantes e Independientes (BGB, hoy conocido como UDC), así como de la asociación de campesinos berneses, funciones que ocuparía hasta 1952. 
De 1952 a 1965 es miembro del consejo ejecutivo (gobierno cantonal) del cantón de Berna, en el que asume la dirección del departamento de economía pública. Obtiene un puesto como miembro del BGB al Consejo Nacional de Suiza de 1953 a 1965, en el que preside el grupo parlamentario del BGB de 1963 a 1965.

## Consejo Federal
Elegido al Consejo Federal el 8 de diciembre de 1965, dirige el departamento federal del medio ambiente, transportes, energía y comunicaciones del 1 de enero de 1967 al 30 de junio de 1968. Como ministro de transportes, es el primer miembro del gobierno federal en haber efectuado un viaje a Moscú, en el cual firma un acuerdo de tráfico aéreo con la URSS.
Del 1 de julio de 1968 al 31 de diciembre de 1979 dirige el departamento federal de la defensa, protección de la población y deportes. Durante su mandato se ocupó del reporte sobre la política de seguridad de Suiza. Los cohetes antitanques Nora fueron un fracaso y el tanque 68 tuvo dificultades para su puesta en marcha. Además el gobierno rechaza la adquisición de aviones Corsair, mientras que la introducción de los Tiger pasa sin dificultades. La iniciativa popular para un control reforzado del armamento y contra las exportaciones de armas (tras los escándalos por la venta de armas en la guerra de Biafra en Nigeria) fue rechazada tan solo por 8.000 votos de diferencia.
Fue presidente de la Confederación en 1971 y 1976 y vicepresidente en 1970 y 1975.